# 三中老
三中老（さんちゅうろう）は、豊臣政権末期に制定されたとされる役職。小年寄あるいは小宿老とも呼ばれる。
政事に参与し、五大老と五奉行との意見が合わないときの仲裁役であった。生駒親正（讃岐高松17万石）、堀尾吉晴（遠江浜松12万石）、中村一氏（駿河府中14万石）の3人が任命された、とされる。
ただ、この3人はたしかに豊臣家の重臣ではあったが、「三中老」という制度が実際に存在したか疑問の声もある。江戸時代に成立した小瀬甫庵『太閤記』と山鹿素行『武家事紀』などに記述があるが、それらの記述には同時代史料の裏付けがない。
『徳川実紀』にも三中老の記述はあるが、慶長4年（1599年）1月、前田利家・石田三成らが徳川家康と対立したときの3人の行動については、「奉行方の詰問使を務めたが家康に恫喝されて引きあげた」ものの、「細川忠興に説かれて両派の和解に尽力し、のち忠興と吉晴は家康から加増に与った」としている。
会津征伐の直前、慶長5年（1600年）5月7日付で、吉晴・親正・一氏と、前田玄以・増田長盛・長束正家の三奉行が連署し、井伊直政に宛てて「会津征伐延期を勧告する書状」（実質は家康に対する諌止状）を発しており、これは三中老が実在し機能していたことを示す同時代史料とされるが、この古文書は写しであり、原本は確認されていない｡

## 研究・考察
三中老を後代に創作されたものと具体例を挙げて指摘をしているのが宮本義己である。宮本は、直江状を偽文書ではないが､後世に大幅に改竄された可能性があるとする論文の中で、直江状に対する家康の怒りをなだめる内容（すなわち直江状を真筆と裏づける内容）の上記の奉行連署条書も疑わしいとした。三中老の3人が奉行衆の3人と連署するのが解せないと主張、奉行衆の上位に三中老の3人が位置付けられるのも穏当ではないとした。また宛所が、この頃の上杉家に対する取次であった榊原康政とされるべきところ、井伊直政というのも相応しくないと指摘している。このようなことから三中老の存在は豊臣政権の基本史料では確認できないものであり､『甫庵太閤記』などによったもので､後世の創作と主張している。
さらに高橋陽介も「豊臣家に「三中老」というものがあったかどうか、この三人が徳川家康のもとに詰問使として赴いたかどうか、一次史料によって確認することはできません。」と述べ、宮本と同様にその存在を疑問視している｡
谷口克広は、小瀬甫庵には堀尾吉晴に仕えた経歴があり、『甫庵太閤記』では随所で吉晴の戦功を誇張して伝えていることを指摘している。この関ヶ原前後の記事でも、吉晴と似た経歴を持つ親正・一氏を加えて「小年寄」とすることで、旧主の権威付けを計ったものとみている。